# Mount Gingera
Mount Gingera är ett berg i Australien. Det ligger i territoriet Australian Capital Territory, i den sydöstra delen av landet, omkring 43 kilometer sydväst om huvudstaden Canberra. Toppen på Mount Gingera är 1 857 meter över havet, eller 452 meter över den omgivande terrängen. Bredden vid basen är 10,9 km.
Trakten runt Mount Gingera är nära nog obefolkad, med mindre än två invånare per kvadratkilometer.. Det finns inga samhällen i närheten. 
I omgivningarna runt Mount Gingera växer i huvudsak städsegrön lövskog. Genomsnittlig årsnederbörd är 1 222 millimeter. Den regnigaste månaden är februari, med i genomsnitt 179 mm nederbörd, och den torraste är maj, med 73 mm nederbörd.